# Spatel (Vorgeschichte)

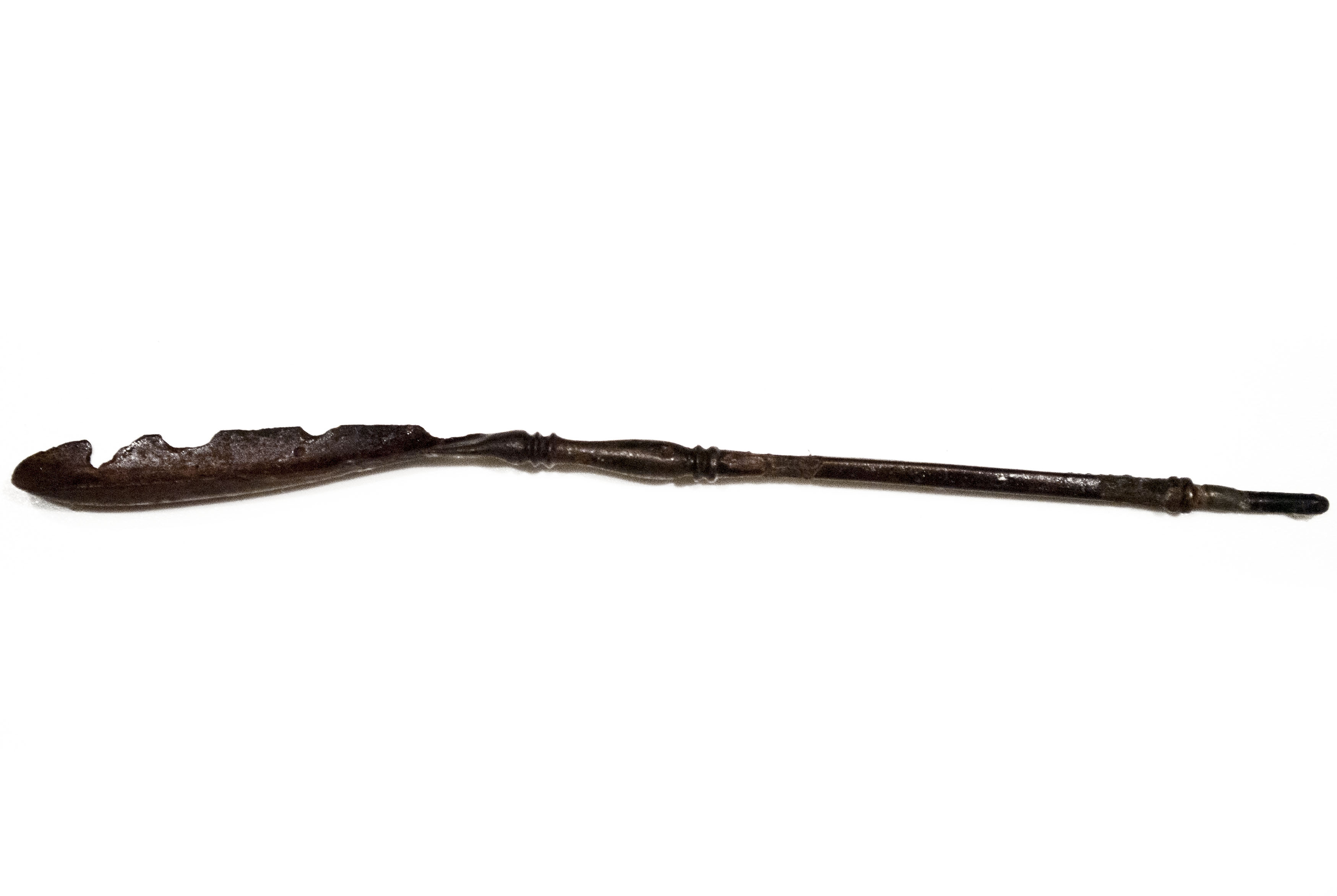
Spatel

Mit Spatel (oder Spachtel) werden von den Archäologen Knochenstücke bezeichnet, die gewöhnlich eine länglich flachovale Form haben und in einen schmaleren Teil mit kurzem Griff übergehen, der die Form eines Fischschwanzes haben kann. Spatelähnliche Geräte gibt es seit dem jüngeren Paläolithikum, vor allem aber seit dem Magdalenien. 
Die in Russland (Avdeevo) entdeckten, etwa 22000 Jahre alten Spateln besaßen teilweise katzenähnliche Köpfe. Im Allgemeinen sind sie sorgfältig geglättet und weisen Verzierungen auf, die denen auf den Speerschleudern und Lochstäben ähneln. Die Bezeichnung Spatel gibt indes nur die vermutete Verwendung an. Bisweilen werden die Geräte auch als Glätter bezeichnet. Der Arbeitsbereich und der Schaftbereich dieser Geräte weisen in vielen Fällen eine deutliche Gebrauchspolitur auf. Oft sind die Kanten völlig verrundet. Dies ist ein Zeichen dafür, dass weiche Materialien bearbeitet worden sind. 
Der Begriff „Spachtel“ scheint daher eher angebracht zu sein.